# 파키스탄 국제항공의 운항 노선
파키스탄 국제항공은 다음과 같은 노선을 운항하고 있다.

## 운항 노선

### 아시아

#### 동아시아
- 중화인민공화국
  - 베이징 - 베이징 서우두 국제공항
- 일본
  - 도쿄 - 나리타 국제공항

#### 동남아시아
- 말레이시아
  - 쿠알라룸푸르 - 쿠알라룸푸르 국제공항
- 태국
  - 방콕 - 수완나품 국제공항

#### 남아시아
- 방글라데시
  - 다카 - 샤잘랄 국제공항
- 인도
  - 델리 - 인디라 간디 국제공항
  - 뭄바이 - 차트라파티 시바지 국제공항

#### 서남아시아
- 바레인
  - 마나마 - 바레인 국제공항
- 사우디아라비아
  - 리야드 - 킹 칼리드 국제공항
  - 지다 - 킹 압둘아지즈 국제공항
  - 담맘 - 킹 파드 국제공항
  - 메디나 - 프린스 모하메드 빈 압둘아지즈 국제공항
- 아랍에미리트
  - 아부다비 - 아부다비 국제공항
  - 두바이 - 두바이 국제공항
  - 샤르자 - 샤르자 국제공항
- 아프가니스탄
  - 카불 - 카불 국제공항
- 오만
  - 무스카트 - 무스카트 국제공항
  - 살랄라 - 살랄라 국제공항
- 이라크
  - 나자프 - 알 나자프 국제공항
- 카타르
  - 도하 - 뉴도하 국제공항
- 쿠웨이트
  - 쿠웨이트 시티 - 쿠웨이트 국제공항
- 파키스탄
  - 이슬라마바드 - 뉴이슬라마바드 국제공항 허브
  - 카라치 - 진나 국제공항 허브
  - 라호르 - 알라마 이크발 국제공항 허브
  - 가와더 - 가와더 국제공항
  - 데라 하지 칸 - 데라 하지 칸 국제공항
  - 라힘 야르 칸 - 술탄 자이드 국제공항
  - 물탄 - 물탄 국제공항
  - 시알코트 - 시알코트 국제공항
  - 퀘타 - 퀘타 국제공항
  - 투바트 - 투바트 국제공항
  - 파이살라바드 - 파이살라바드 국제공항
  - 페샤와르 - 페샤와르 국제공항
  - 길기트 - 길기트 공항
  - 나와샤 - 나와샤 공항
  - 달반딘 - 달반딘 공항
  - 데라 이스마일 칸 - 데라 이스마일 칸 공항
  - 모헨조다로 - 모헨조다로 공항
  - 바하왈푸르 - 바하왈푸르 공항
  - 수쿠르 - 수쿠르 공항
  - 스카르두 - 스카르두 공항
  - 조브 - 조브 공항
  - 치트랄 - 치트랄 공항
  - 페지구르 - 페지구르 공항

### 유럽

#### 서유럽
- 영국
  - 런던 – 런던 히드로 국제공항
  - 맨체스터 – 맨체스터 공항
  - 버밍엄 – 버밍엄 공항
- 프랑스
  - 파리 - 파리 샤를 드 골 국제공항

#### 남유럽
- 스페인
  - 바르셀로나 – 바르셀로나 엘프라트 국제공항
- 이탈리아
  - 밀라노 – 밀라노 말펜사 국제공항

#### 북유럽
- 노르웨이
  - 오슬로 – 오슬로 가르데르모엔 국제공항
- 덴마크
  - 코펜하겐 - 코펜하겐 카스트럽 국제공항

### 북아메리카
- 캐나다
  - 토론토 - 토론토 피어슨 국제공항

## 단항 노선

### 아시아

#### 동아시아
- 중화인민공화국
  - 광저우 - 광저우 바이윈 국제공항
  - 상하이 - 상하이 홍차오 국제공항
  - 우루무치 - 우루무치 디워푸 국제공항
- 홍콩
  - 홍콩 - 홍콩 첵랍콕 국제공항

#### 동남아시아
- 미얀마
  - 양곤 - 양곤 국제공항
- 싱가포르
  - 싱가포르 - 싱가포르 창이 국제공항
- 인도네시아
  - 자카르타 - 수카르노 하타 국제공항
- 필리핀
  - 마닐라 - 니노이 아키노 국제공항

#### 남아시아
- 네팔
  - 카트만두 - 트리부반 국제공항
- 몰디브
  - 말레 - 말레 국제공항
- 스리랑카
  - 콜롬보 - 반다라나이케 국제공항
- 인도
  - 콜카타 - 네타지 수바스 찬드라 보스 국제공항

#### 서남아시아
- 레바논
  - 베이루트 - 베이루트 국제공항
- 사우디아라비아
  - 다란 - 다란 국제공항
- 시리아
  - 다마스쿠스 - 다마스쿠스 국제공항
- 아랍에미리트
  - 라스알카이마 - 라스알카이마 국제공항
  - 알아인 - 알아인 국제공항
  - 푸자이라 - 푸자이라 국제공항
- 아프가니스탄
  - 칸다하르 - 칸다하르 국제공항
- 예멘
  - 아덴 - 아덴 국제공항
  - 사나 - 사나 국제공항
- 요르단
  - 암만 - 퀸 알리아 국제공항
- 이라크
  - 바그다드 - 바그다드 국제공항
- 이란
  - 테헤란 - 테헤란 메흐라바드 국제공항
  - 마슈하드 - 마슈하드 국제공항
  - 자헤단 - 자헤단 공항
- 파키스탄
  - 나와브샤 - 나와브샤 공항
  - 데라 이스마일 한 - 데라 이스마일 한 공항
  - 라왈라코트 - 라왈라코트 공항
  - 망글라 - 망글라 공항
  - 무자파라바드 - 무자파라바드 공항
  - 미르푸르 - 미르푸르 공항
  - 미르푸르 카스 - 미르푸르 카스 공항
  - 미안왈리 - 미안왈리 공항
  - 반누 - 반누 공항
  - 부르반 - 부르반 공항
  - 사르고다 - 사르고다 공항
  - 사이두 샤리프 - 사이두 샤리프 공항
  - 세흐완샤리프 - 세흐완샤리프 공항
  - 수이 - 수이 공항
  - 시비 - 시비 공항
  - 신드리 - 신드리 공항
  - 아보타바드 - 아보타바드 공항
  - 오르마라 - 오르마라 공항
  - 자코바바드 - 자코바바드 공항
  - 지와니 - 지와니 공항
  - 코하트 - 코하트 공항
  - 쿠즈다르 - 쿠즈다르 공항
  - 타르벨라 - 타르벨라 공항
  - 파라친나르 - 파라친나르 공항
  - 파스니 - 파스니 공항
  - 하이데라바드 - 하이데라바드 공항

#### 중앙아시아
- 아제르바이잔
  - 바쿠 - 헤이다르 알리예프 국제공항
- 우즈베키스탄
  - 타슈켄트 - 타슈켄트 국제공항
- 카자흐스탄
  - 알마티 - 알마티 국제공항
- 투르크메니스탄
  - 아슈가바트 - 아시가바트 공항

### 아프리카

#### 서아프리카
- 나이지리아
  - 카노 - 말람 아미누 카노 국제공항

#### 남아프리카
- 탄자니아
  - 다르에스살람 - 다르에스살람 국제공항
  - 킬리만자로 - 킬리만자로 국제공항

#### 동아프리카
- 케냐
  - 나이로비 - 조모 케냐타 국제공항

#### 북아프리카
- 리비아
  - 트리폴리 - 트리폴리 국제공항
- 이집트
  - 카이로 - 카이로 국제공항

### 유럽

#### 서유럽
- 영국
  - 런던 - 런던 스탠스테드 공항
  - 글래스고 - 글래스고 공항
  - 리즈/브래드퍼드 – 리즈 브래드퍼드 공항
- 독일
  - 프랑크푸르트 - 프랑크푸르트 국제공항
- 네덜란드
  - 암스테르담 – 암스테르담 스키폴 국제공항

#### 중유럽
- 스위스
  - 제네바 - 제네바 국제공항
  - 취리히 - 취리히 국제공항
- 오스트리아
  - 빈 - 빈 국제공항

#### 남유럽
- 그리스
  - 아테네 - 아테네 국제공항
- 알바니아
  - 티라나 - 티라나 국제공항
- 이탈리아
  - 로마 - 레오나르도 다 빈치 국제공항
- 튀르키예
  - 앙카라 - 에센보아 국제공항
  - 이스탄불 - 아타튀르크 국제공항

#### 동유럽
- 러시아
  - 모스크바 - 세례메티예보 국제공항

### 아메리카

#### 북아메리카
- 미국
  - 워싱턴 D.C - 워싱턴 덜레스 국제공항
  - 뉴욕 – 존 F. 케네디 국제공항
  - 시카고 - 시카고 오헤어 국제공항
  - 휴스턴 - 조지 부시 인터콘티넨털 공항